# Victòria Vigo i Bènia
Victòria Vigo i Bènia (Barcelona, 1912 - Palamós, 9 de gener de 2007) va ser una mestra catalana. Va néixer a Barcelona i la seva família es va traslladar a la Bisbal d'Empordà al cap de poc. Va ser la gran de set germans, un dels quals era l'historiador Emili Vigo i Bènia. Va estudiar magisteri i es va implicar notablement en la promoció del sufragi femení. Victòria Vigo va començar a treballar de mestra a l'escola pública de Corçà el 1934. També va fer classe a Monells i a alumnes de secundària a la Bisbal, on va treballar fins que es va jubilar. A causa de la seva ideologia republicana, el règim del general Franco no li va permetre tornar a exercir en centres docents públics fins als anys seixanta. Durant aquest període, Vigo va obrir una acadèmia a sobre de les Voltes on impartia classes de diferents nivells de primària i de secundària.